# Haspengouw

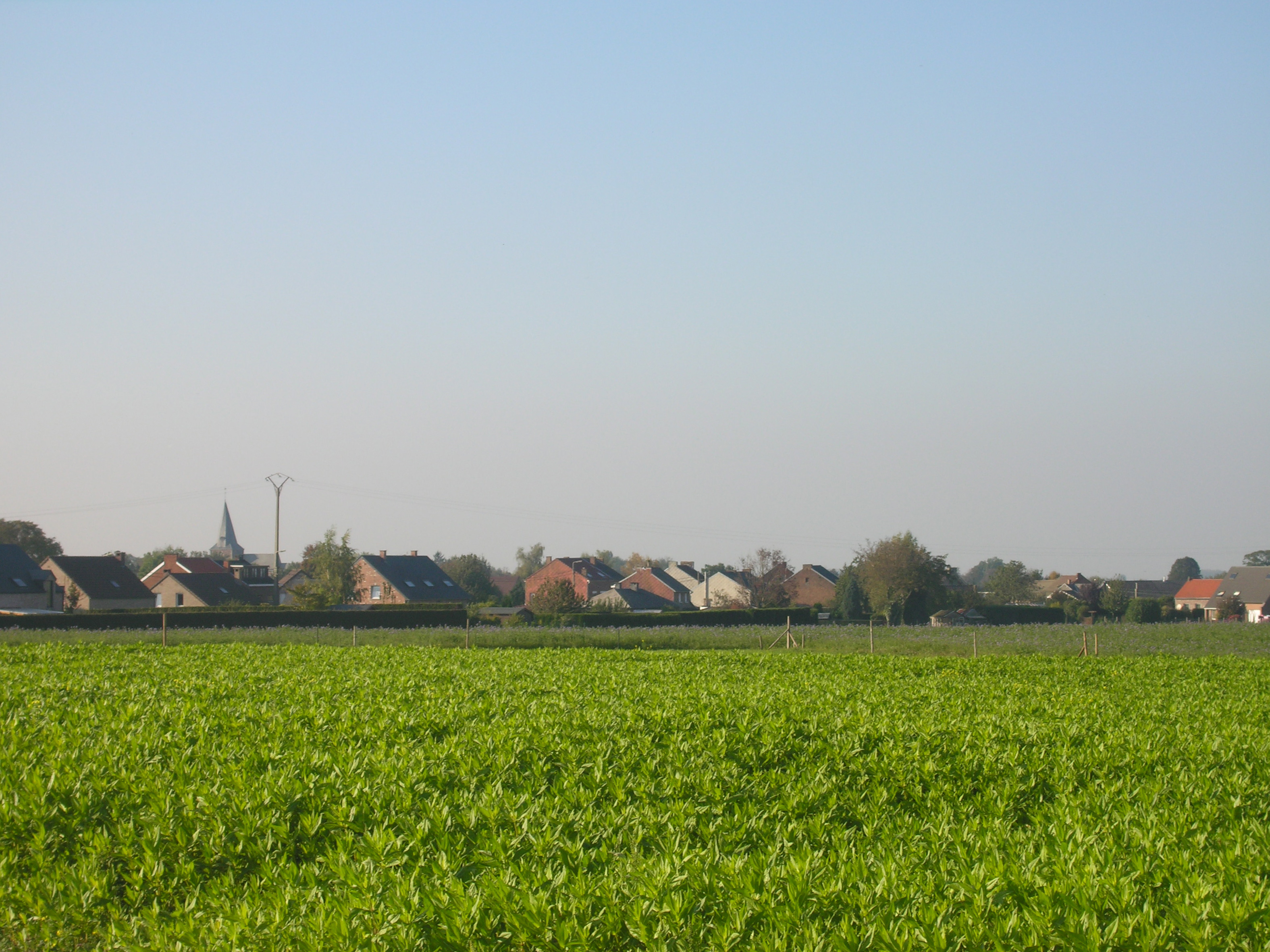
Momalle, Haspengouw seca, camps de remolatxes

Kerniel, Haspengouw humida, pomers florits

Haspengouw (llatinitzat Hesbania a l'edat mitjana; Hesbaye en francés; Hespengau en alemany) és un antic comtat que cobreix parts del territori de les actuals províncies Brabant flamenc, Brabant való, Namur, Lieja i Limburg de Bèlgica.

## Origen del nom
El nom del comtat merovingi prové de l'antiga marca Haspinga. El sufix "ga" es transformà en gouw en neerlandès o gau en alemany. Significa 'país' o 'regió'.

## Història
Els menapis i el seu darrer rei Austrapius, en ser conquerits a finals del segle v per Clodoveu I, foren reubicats a la regió de Haspengouw.
Des del segle vii, era un feu important de les marques al nord-oest del Regne merovingi, també anomenat Austràsia. Probablement, va ser el bisbe de Maastricht, Lambert, fill del comte Guerin de Poitiers, que va crear Hesbania (de vegades, escrit erròniament Hispania en documents antics). En l'acte de divisió territorial entre Carles el Calb i Lluís el Germànic de 880, es fa esment del comtat d'Hesbania. Ingerman d'Haspengouw és un dels comtes d'Haspengouw més coneguts. El seu germà Robert era l'avi de Robert el Fort, fundador de la dinastia dels ducs de Brabant i dels reis de França, la dinastia Capet. La filla d'Ingerman, Ermengarda d'Haspengouw, va casar-se amb Lluís I el Pietós.
Vegeu: comtat d'Hesbaye.
El 1040, Enric III va infeudar-lo al príncep bisbe Nitard, que va integrar el comtat al principat de Lieja.

## Avui

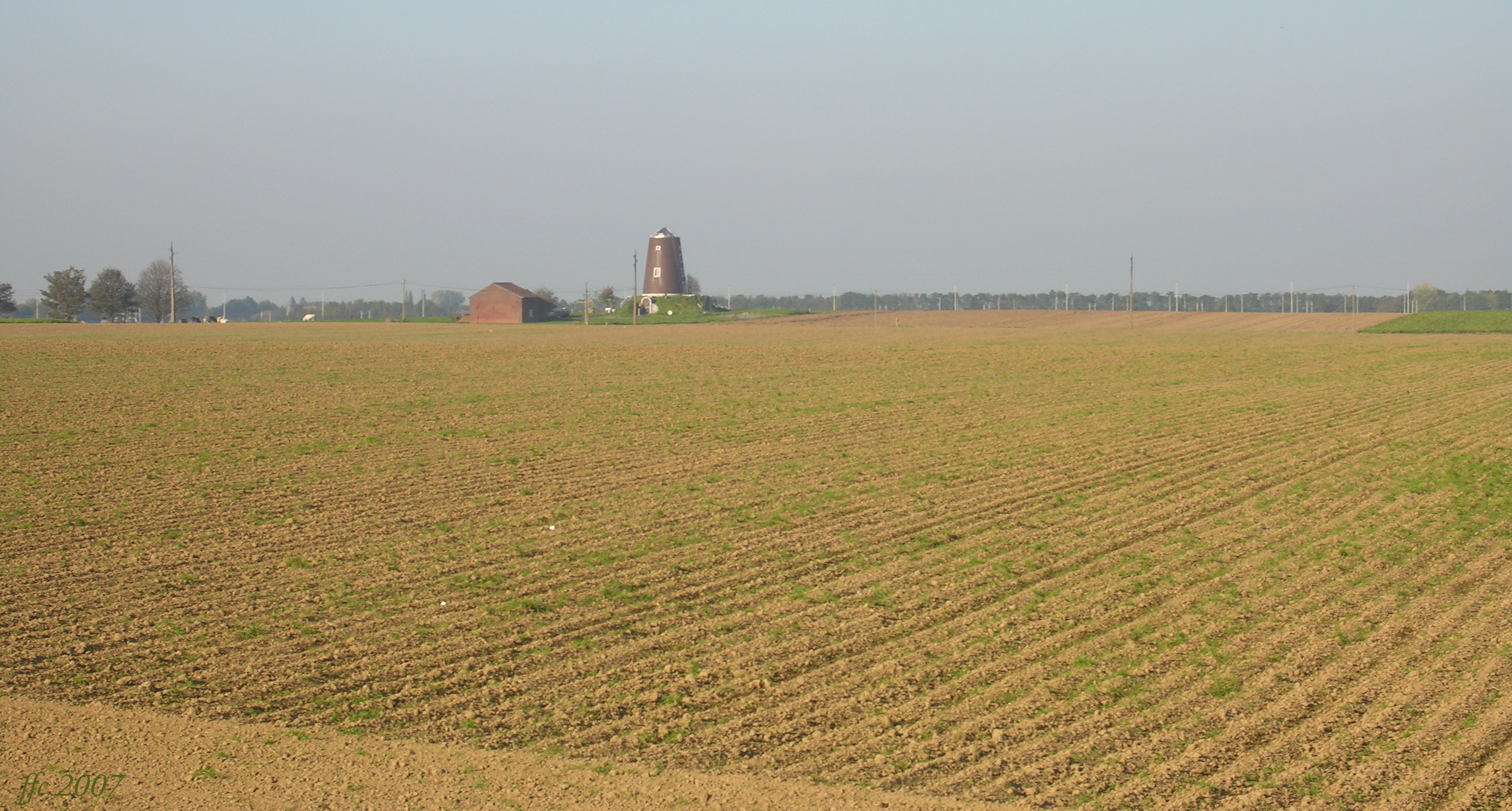
Camps conreats i antic molí de vent entre Fexhe-le-Haut-Clocher i Momalle
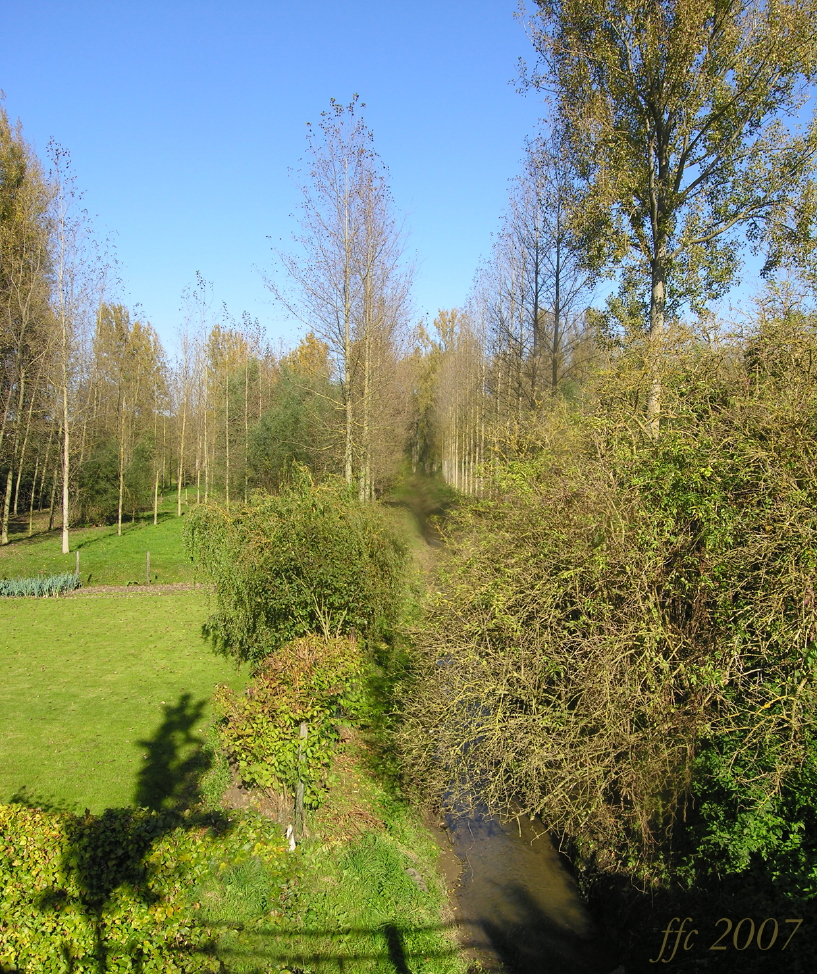
La vall de l'Herk a Haspengouw la humida, a Gelinden prop de Sint-Truiden
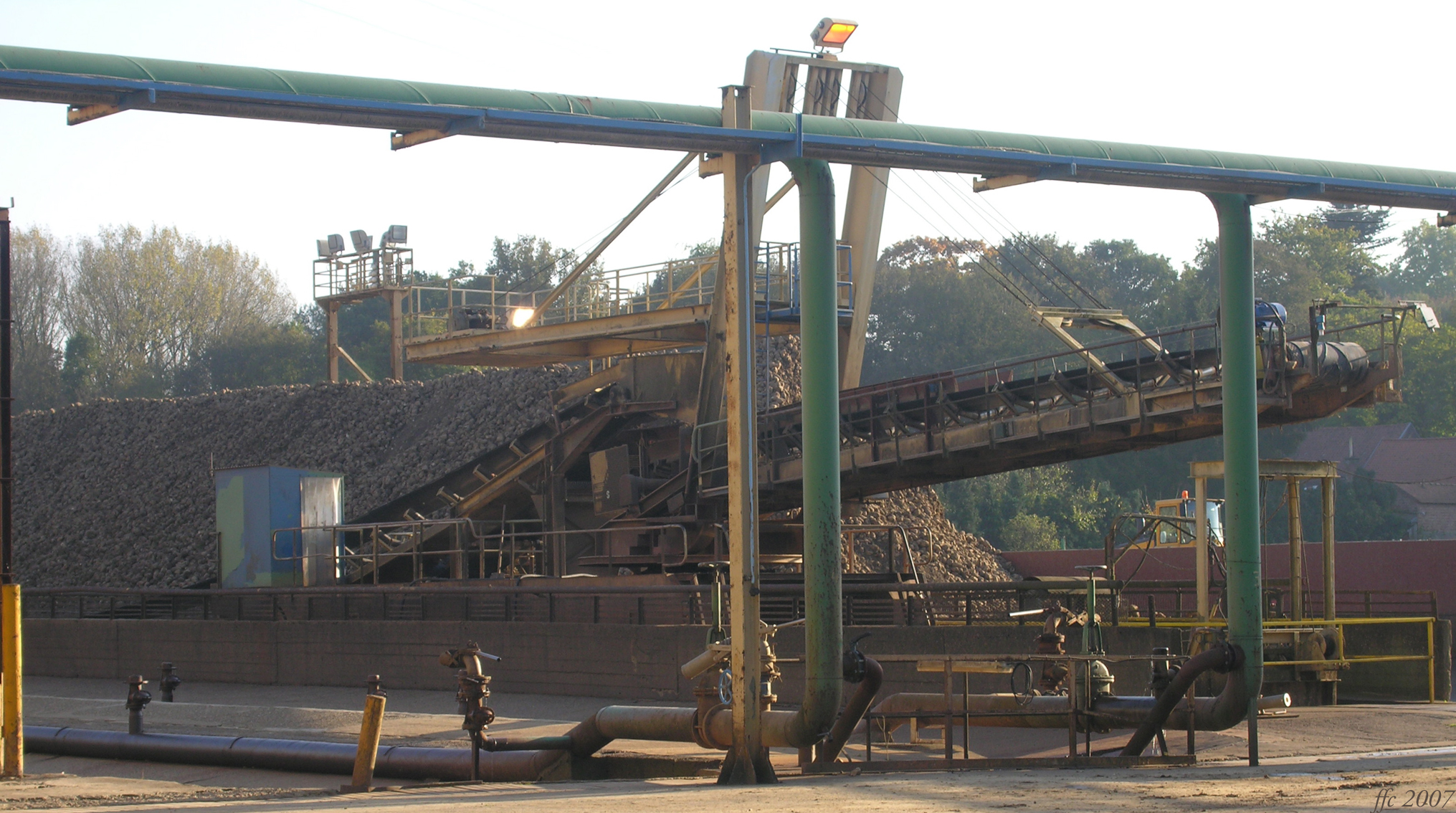
Remolatxes a la fàbrica de sucre

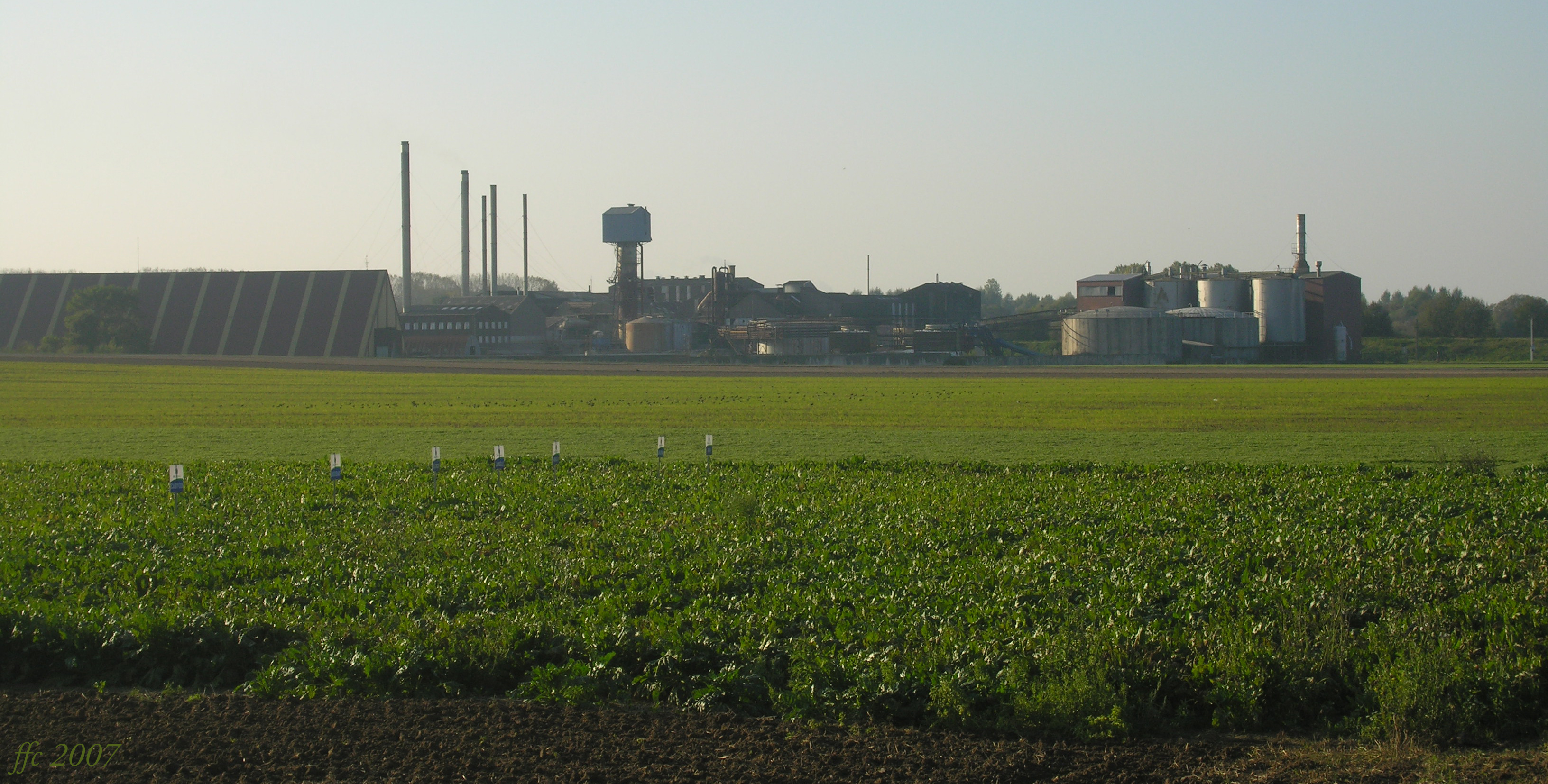
Fàbrica de sucre a Hollogne-sur-Geer

El nom va sobreviure com a denominació d'una regió geogràfica de terres de conreu molt riques. Haspengouw sovint és designat com el graner de Bèlgica. Es divideix en dues parts: la part meridional, més llarga, dita Haspengouw seca i la part septentrional, més sorrosa, dita Haspengouw humida. La part seca forma un altiplà del qual la vall del Mosa forma la frontera meridional. Hom hi cultiva blat, blat de moro i sobretot remolatxes. La indústria sucrera va ser molt important. Hi ha fàbriques de sucre a Tienen, Oreye, Hollogne-sur-Geer i Wanze. Després de l'obertura de les fronteres al sucre a base de canya de sucres i la reducció dels subsidis europeus, la indústria sucrera va patir. La fàbrica de Wanze va tancar-se i es transformà en fàbrica de bioetanol, sempre a base de bledes i raves.
El municipi d'Hoegaarden tenia desenes de fàbriques de cervesa a base de blat (witbier), tret de l'ordi, més usual per a fer la cervesa.
La part seca és coneguda pel conreu de fruita i de ramaderia (productes lleters). Hi ha subhastes de fruita molt importants a Sint-Truiden i a Borgloon. Al domini del castell d'Elderen a Genoelselderen, prop de Tongeren, es troba unes de les vinyes més nòrdiques d'Europa.
És una regió rica, amb moltes petites ciutats i petits pobles, amb una arquitectura molt típica de grans masos, sovint fortificats, que es troben concentrats al centre dels pobles. No hi ha gaires construccions fora dels pobles, cosa que obre uns panorames interessants de paisatges llargs i verds.

## Masos i masies típics d'Haspengouw

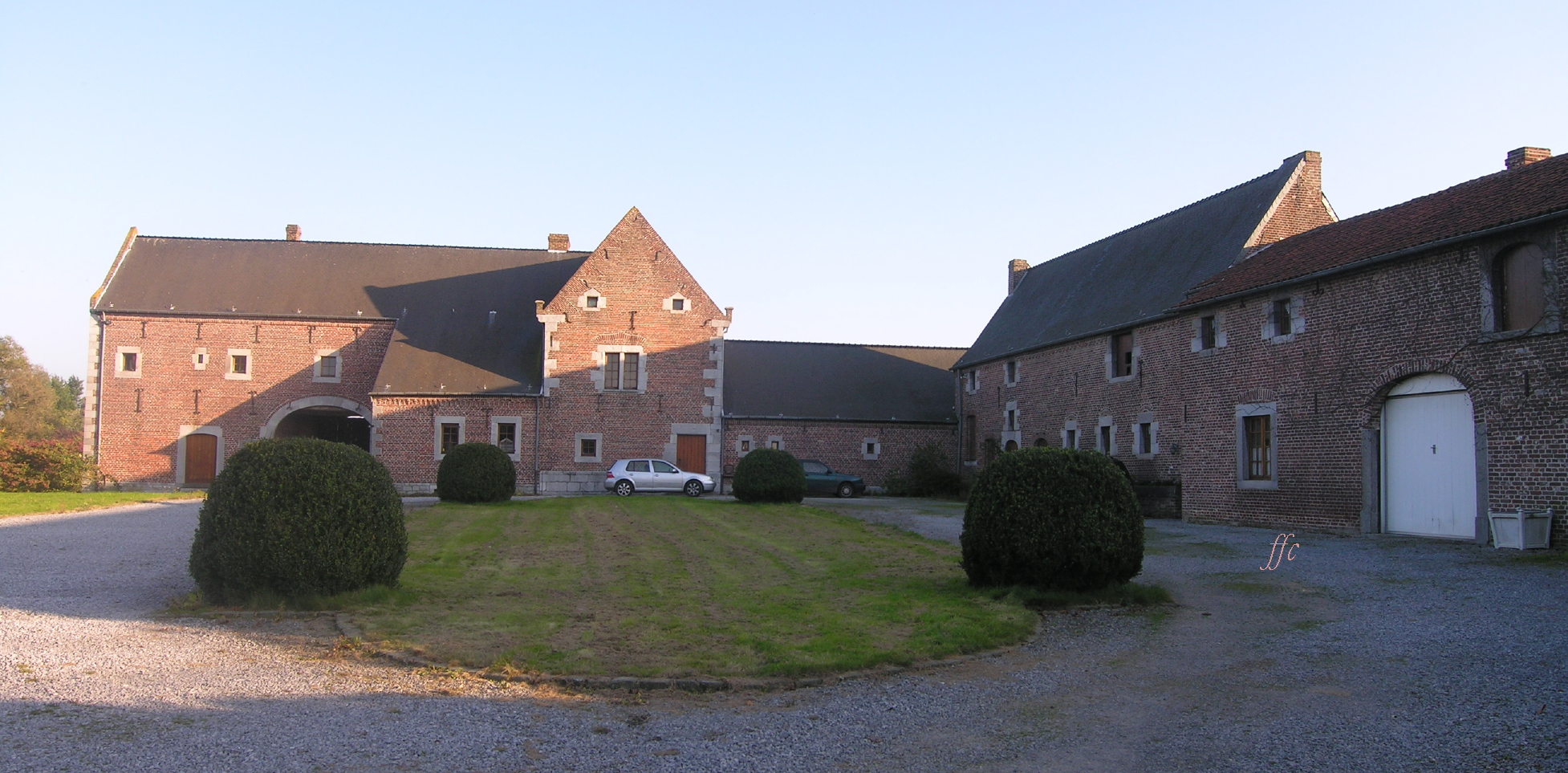
A Lens-Saint-Servais (Geer)
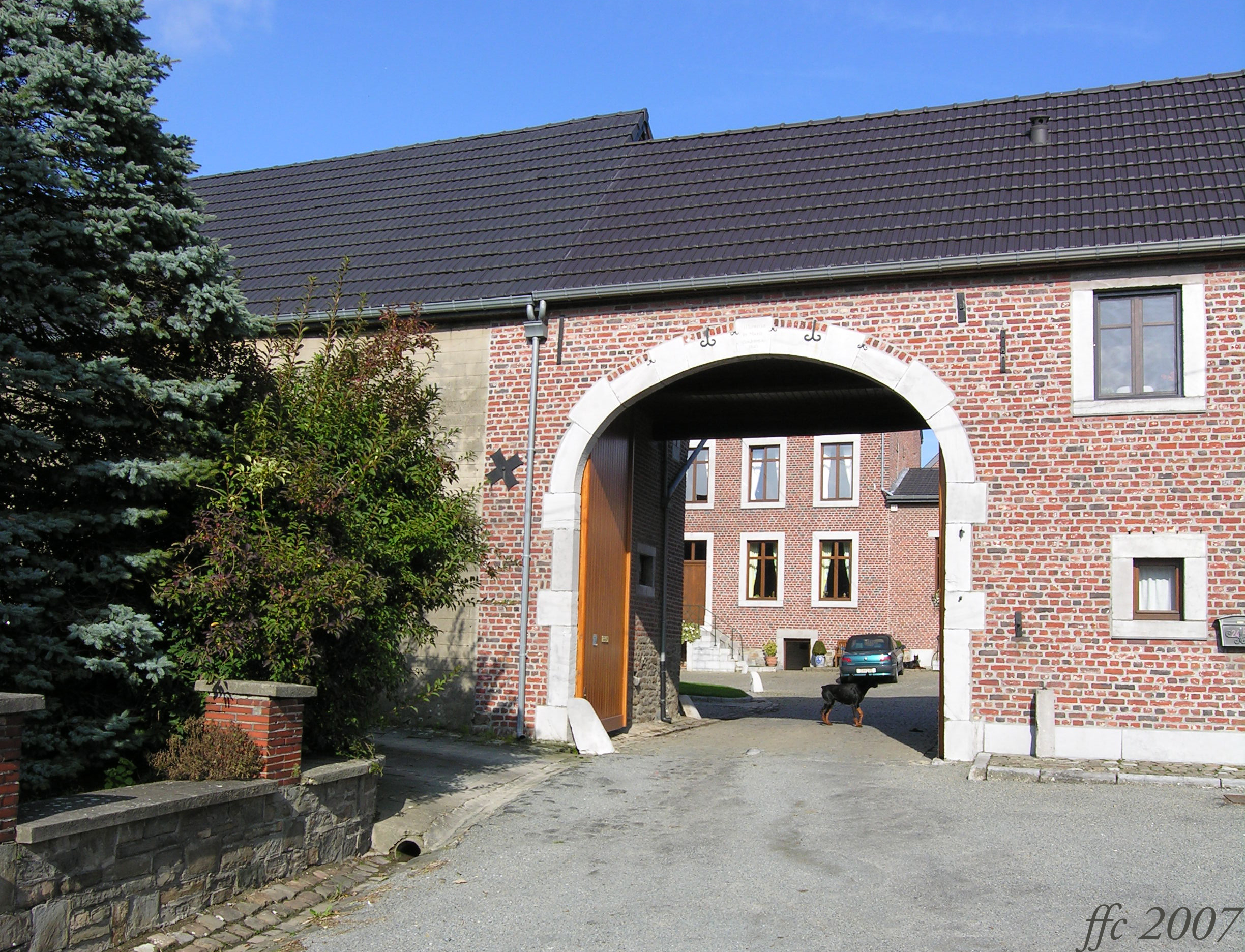
A Voroux-lez-Liers
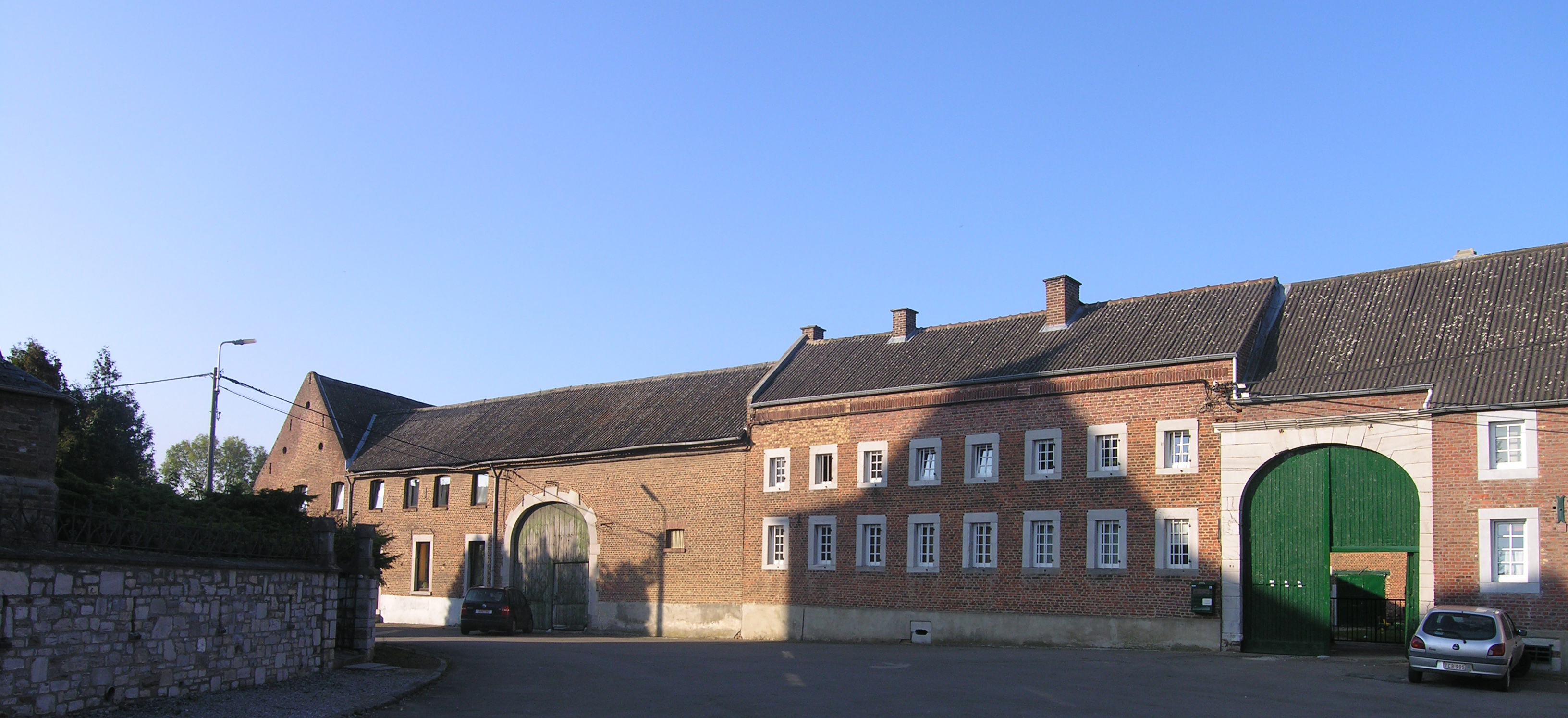
A Limont
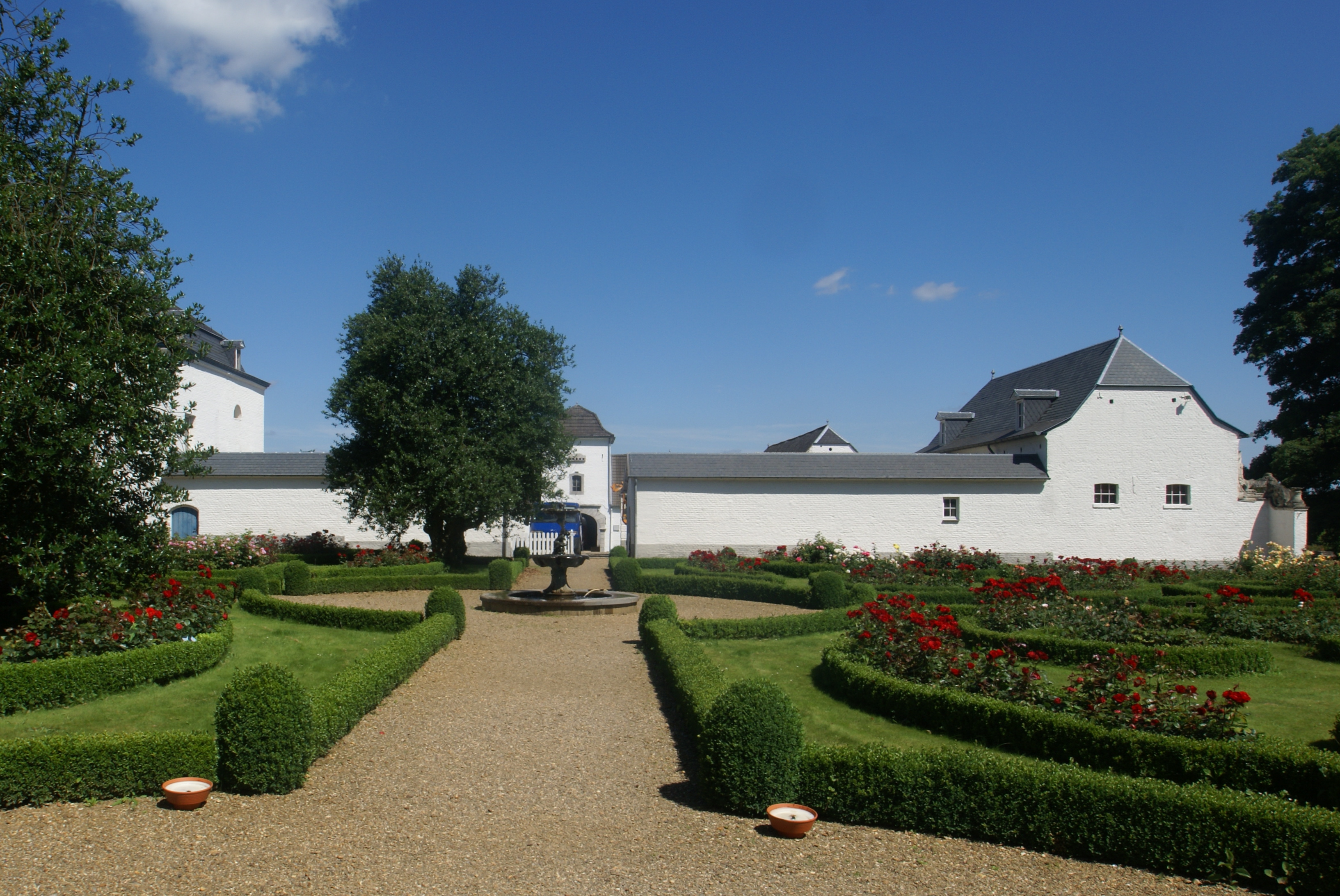
Masia castral a Genoelselderen
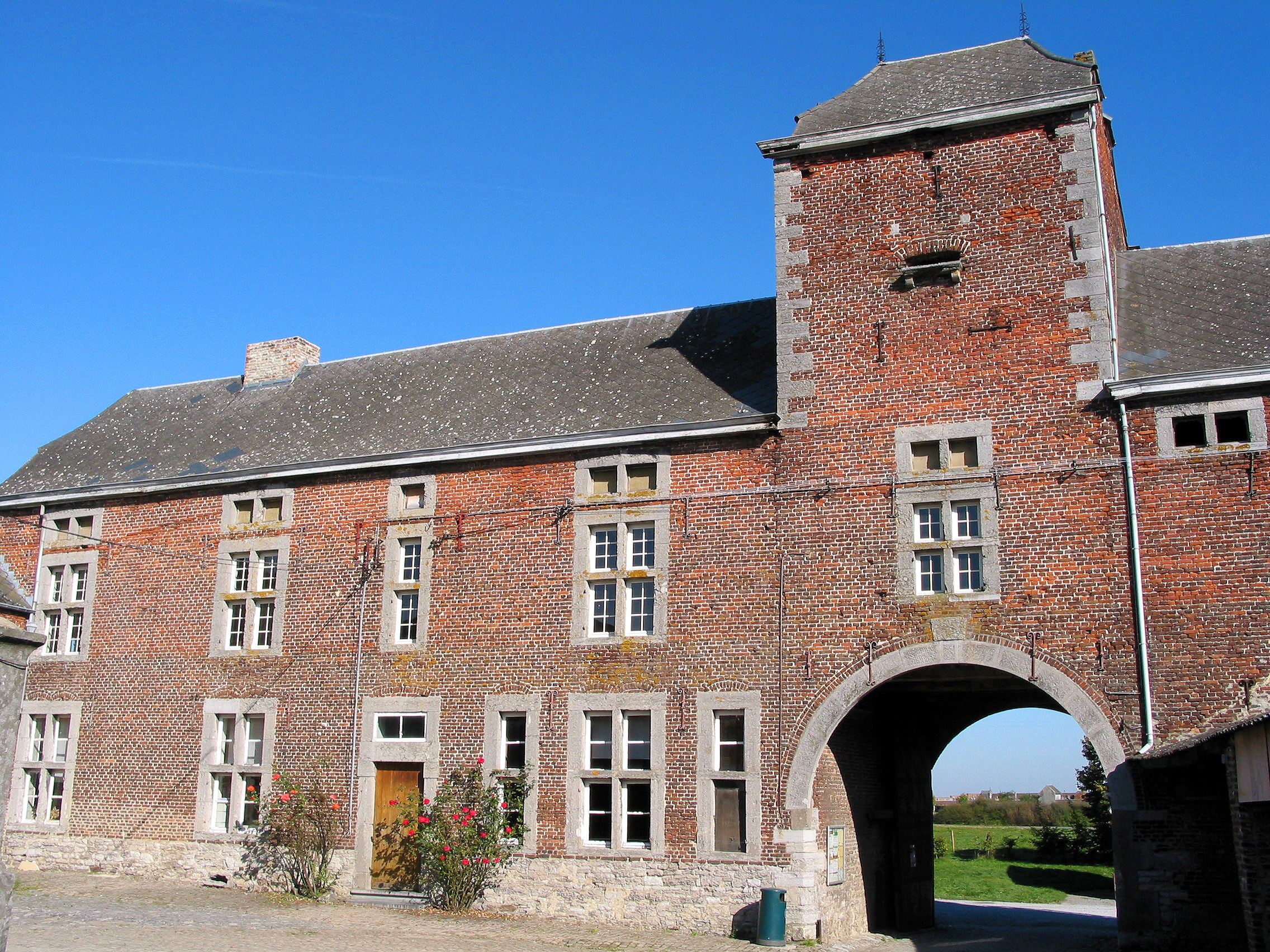
Masia castral a Burdinne
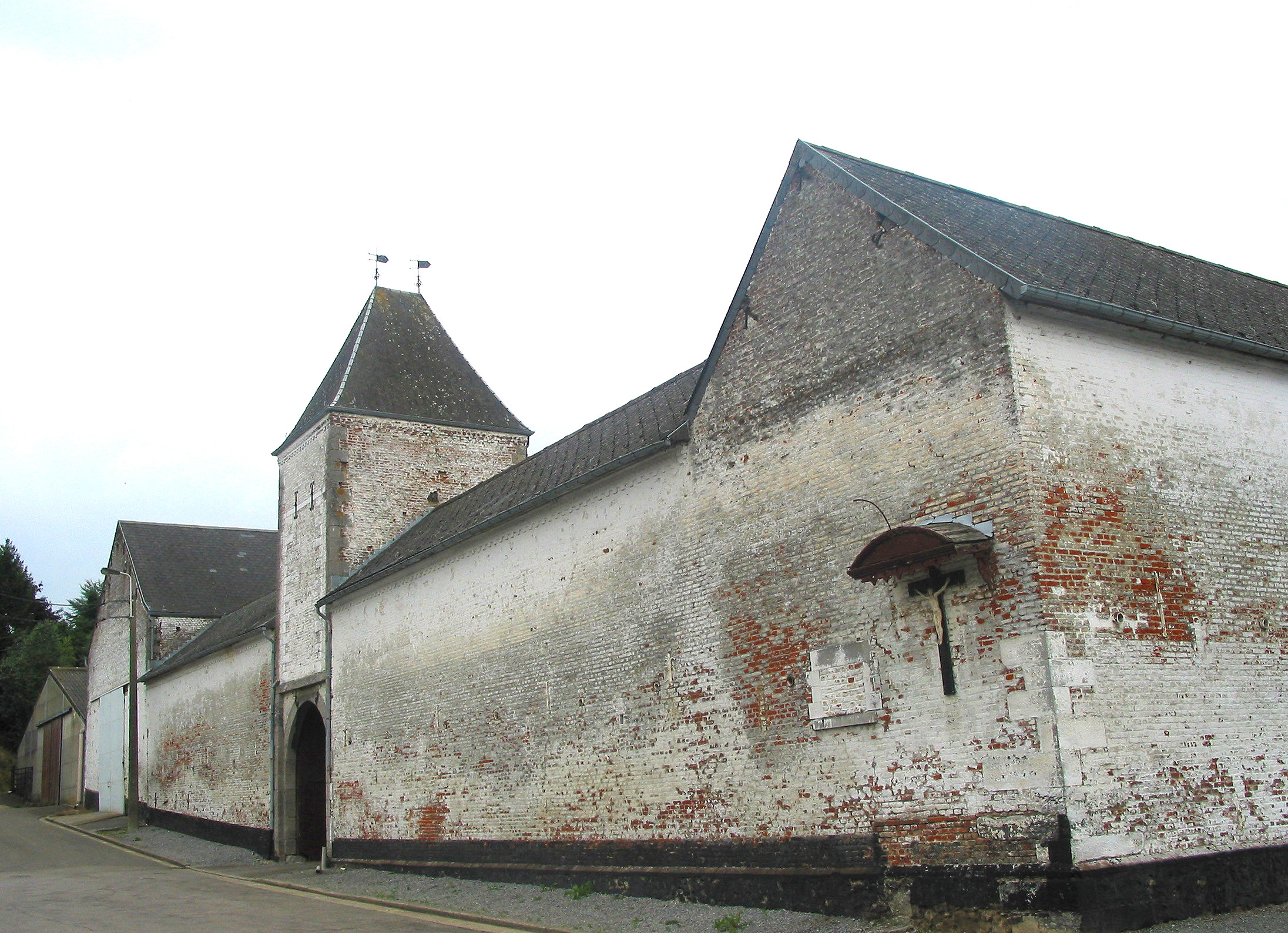
Wasseiges

## Municipis d'Haspengouw

### Brabant flamenc
- Hoegaarden
- Landen
- Linter
- Tienen (F: Tirlemont)
- Zoutleeuw (F: Léau)

### Brabant való
- Beauvechain (Nl: Bevekom)
- Hélécine (Nl:Heilissem)
- Incourt (Bèlgica)
- Jodoigne (Nl: Geldenaken)
- Orp-Jauche (Nl: Orp-Geten)
- Ramillies (Bèlgica)

### Província de Lieja
- Amay
- Awans
- Berloz
- Braives
- Burdinne
- Crisnée
- Donceel
- Faimes
- Fexhe-le-Haut-Clocher
- Geer
- Grâce-Hollogne
- Hannut (Nl: Hannuit)
- Héron
- Juprelle
- Lincent (Nl: Lijsem)
- Oreye (Nl:Oerle)
- Oupeye
- Remicourt (Lieja)
- Saint-Georges-sur-Meuse
- Verlaine
- Villers-le-Bouillet
- Wanze
- Waremme (Nl: Borgworm)
- Wasseiges

### Limburg
- Alken
- Bilzen
- Borgloon (F: Looz)
- Diepenbeek
- Gingelom
- Heers
- Herstappe
- Hoeselt
- Kortessem
- Nieuwerkerken
- Riemst
- Sint-Truiden (F: Saint-Trond)
- Tongeren (F: Tongres)
- Wellen

### Província de Namur
- Éghezée
- Fernelmont
- Gembloux (Nl: Gembloers)
- La Bruyère